# Kenton (Tyne and Wear)
Kenton – dzielnica miasta Newcastle upon Tyne, w Anglii, w Tyne and Wear, w dystrykcie metropolitalnym Newcastle upon Tyne. Leży 3,8 km od centrum miasta Newcastle upon Tyne i 401,6 km od Londynu. W 2011 roku dzielnica liczyła 11 605 mieszkańców.